# Аугсбург Пантерс
«Аугсбург Пантерс» (нім. Augsburger Panther) — хокейний клуб з м. Аугсбург, Німеччина. Заснований у 1878 році як ХК «Аугсбургер», з 1994 року — «Аугсбург Пантерс». Виступає у чемпіонаті Німецької хокейної ліги.

## Історія
Клуб заснований в 1878 році та є одним із найстаріших клубів в Німеччині. Свій перший хокейний матч ХК «Аугсбургер» зіграв 1929 року. Під час Другої світової війни, виступав у вищому дивізіоні. Після війни команда виступає в нижчих дивізіонах і лише 1969 повертаються до Бундесліги.
У сезоні 1969/70 клуб з Баварії посідає 5-й місце (тренував клуб Ксавер Унзінн). У наступних сезонах ХК «Аугсбургер» балансував між лігами.
З 1979 клуб виступає в нижчих лігах.
Сезон 1994/95 став роком народження Німецької хокейної ліги за зразком НХЛ. Серед засновників був клуб «Аугсбург Пантерс», саме така назву відтепер у баварської команди. Свій перший сезон у новій лізі «пантери» завершили на тринадцятому місці та потрапили до плей-оф, де поступились Крефельдер ЕВ за сумою п'яти матчів 1:4.
Наступний сезон «пантери» провели значно краще. Дванадцяте місце після регулярного сезону, перемога в першому раунді плей-оф над «Швеннінгер ЕРК Вайлд Вінгс» 3:1, але програли у чвертьфіналі «Кельнер Гайє» 0:3.
Наступні два сезони «пантери» не потрапляли до зони плей-оф, виключення сезони 1998/99 восьме місце в регулярній першості та поразка у чвертьфіналі «Нюрнберг Айс Тайгерс» 2:3 та 1999–2000 також поразка у чвертьфіналі «Кельнер Гайє» 0:3.
Сезон 2000/01 став найгіршим в історії клубу чотирнадцяте місце за підсумками регулярного чемпіонату.
Сезон 2001/02 клуб завершує на восьмому місці та знову зазнає поразки у чвертьфіналі «Мюнхен Баронс» 1:3.
Два сезони поспіль «пантери» проводять не дуже вдало на відміну від чемпіонату 2004/05 сьоме місце після регулярного сезону та програна серія чвертьфіналу майбутньому переможцю «Айсберен Берлін» 1:4.
Наступні чотири сезони клуб закінчує поза плей-оф посідаючи 12, 13, 12 та 10 місце.
У чемпіонаті 2009/10 баварці потрапили до плей-оф через кваліфікацію здобувши перемогу над Адлер Мангейм 4:1, 3:2. Цей сезон став одним із найкращих. У чвертьфіналі здолали «Айсберен Берлін» 4:1, півфіналі «Грізлі Адамс Вольфсбург» 3:1 та лише в фіналі поступились «Ганновер Скорпіонс» 0:3.
Чемпіонат 2010/11 став сезоном розчарування. «Пантери» посіли останнє чотирнадцяте місце.
У наступних двох сезонах команда посідає восьме місце та не проходить кваліфікацію до плей-оф. 
Сезони 2014 та 2015 «Аугсбург Пантерс» завершає поза зоною плей-оф. З 2013 по 2015 у складі команди виступали канадці українського походження Раян Байда та Майк Конноллі.

## Найсильніші гравці різних років
- Удо Кісслінг
- Ернст Хефнер
- Холгер Майтінгер
- Клаус Мерк
- Ганс Рампф
- Ксавер Унзінн
- Леонард Вайтль
- Франсуа Метьє

## Структура клубу
Окрім професійного клубу «Аугсбург Пантерс» до структури клубу входять молодіжна команда, чотири юнацькі команди, дві команди хлопчаків. Також у структурі клубу є аматорська команда, що виступає в Баварській лізі та до сезону 1999/2000 існувала жіноча команда.

## Арена
«Аугсбург Пантерс» проводять свої домашні матчі з 1936 року на «Курт-Френцель-Штадіон». Дах арени модернізований у 2008 та 2009, арена повністю перебудована до початку сезону 2012/13. Загальні витрати реконструкції оцінюється більш ніж в 18 мільйонів євро. Зараз стадіон вміщує 6 218 глядачів.